# Лапчатка Шамиссо
Лапчатка Шамиссо (лат. Potentilla chamissonis) — вид травянистых растений рода Лапчатка (Potentilla) семейства Розовые (Rosaceae).
Вид назван в честь немецкого естествоиспытателя Адельберта фон Шамиссо.

## Ботаническое описание
Многолетнее травянистое растение, 5—35 см высотой. Корневище стержневое, многоглавое. Стебли приподнимающиеся или почти прямостоячие. Прикорневые листья на длинных черешках, тройчатые или четверные-пятерные; прилистники удлинённо-яйцевидные, плёнчатые, с ланцетными острыми ушками. Черешки опушены прямыми волосками, иногда со слабым войлоком. Стеблевые листья сидячие или на коротких черешках, нижние — тройчатые, верхние — простые; прилистники узкояйцевидные, травянистые, острые. Листочки 0,5—2 см длиной, с 3—4 острыми, глубокими и примерно равными зубцами с каждой стороны.
Цветки 1—1,5 см в диаметре, одиночные или собраны в 2—9-цветковое соцветие, цветоносы 5—30 см высотой. Чашечка волосистая, наружные чашелистики ланцетные, короче внутренних узкотреугольных. Лепестки жёлтые, немного длиннее чашелистиков, обратносердцевидные, выемчатые. Тычинок 20. Плодики продолговато-яйцевидные. Цветение в июне — августе, плодоношение в августе — сентябре. Высокополиплоидная раса: 2n = 56, 70, 77.

## Распространение и экология
Арктический амфиатлантический вид. Север Европы: Шпицберген, Фенноскандия, север Европейской части России; север Северной Америки: Гренландия, Манитоба, Северо-Западные территории, Нунавут, Квебек.
Кальцефил. Отвесные скалы, каменистые склоны, в горных тундрах.

## Охрана
Вид внесён в Красные книги Финляндии  [критерии МСОП: A3c, B2b(iii)] и некоторых субъектов России:
- Республика Карелия  (охраняется в национальном парке Паанаярви)[5];
- Мурманская область  (Кандалакшский и Лапландский заповедники, заказник Кутса, памятник природы «Гора Флора»)[2].

## Синонимы
- Potentilla arenosa subsp. chamissonis (Hultén) Elven & D.F.Murray (2007)
- Potentilla chamissonis var. umanakensis Hultén (1945)
- Potentilla hookeriana subsp. chamissonis (Hultén) Hultén (1968)
- Potentilla nivea subsp. chamissonis (Hultén) Hiitonen (1949)
- Potentilla nivea var. lapponica Cham. & Schltdl. (1827)
- Potentilla nivea var. umanakensis (Hultén) Hiitonen (1949)
- Potentilla ×prostrata subsp. chamissonis (Hultén) Soják (1989)